# Niridazol
Niridazol ist eine chemische Verbindung aus der Gruppe der Thiazole.

## Gewinnung und Darstellung
Niridazol kann durch Reaktion von 2-Amino-5-nitrothiazol mit 2-Chlorethylisocyanat und anschließende Erhitzung des entstehenden Zwischenproduktes gewonnen werden.

## Eigenschaften
Niridazol ist ein gelber geruchloser kristalliner Feststoff, der praktisch unlöslich in Wasser ist.

## Verwendung
Niridazol ist ein seit den frühen 1960er Jahren bekannter Arzneistoff, der zur Behandlung von Infektionen mit Pärchenegeln, vor allem Schistosoma haematobium eingesetzt wurde. Daneben konnte er bei Amöbencolitis und durch Amöben verursachten Leberabszessen verwendet werden. Aufgrund von neurotoxischer, karzinogener und mutagener Wirkung wurde die Verbindung sehr schnell durch neue und sicherere Arzneistoffe ersetzt.

## Regulierung
Über den Safe Drinking Water and Toxic Enforcement Act of 1986 besteht in Kalifornien seit 1. April 1988 eine Kennzeichnungspflicht für Produkte, die Niridazol enthalten.